# Attaque de Samorogouan
Insurrection djihadiste au Burkina Faso
Batailles
- Samorogouan
- Intangom
- Nassoumbou
- Ariel
- 1re Inata
- Loroni
- Gorom-Gorom
- Koutougou
- Arbinda
- Hallalé
- Markoye
- Dounkoun
- Boukouma
- 2e Inata
- Titao
- Opération Laabingol
- Namissiguima
- Madjoari
- Bourzanga
- Seytenga
- Gaskindé
- Tin-Ediar
- Tin-Akoff
- Aoréma
- Ougarou
- Namsiguia
- Noaka
- Koumbri
- Djibo
- Tawori
- Mansila
- Nassougou

Massacres
- Yirgou
- Solhan
- Karma
- Komsilga, Nodin et Soroe
- Bibgou et Soualimou
- Barsalogho

Attentats
- 1er Ouagadougou
- 2e Ouagadougou
- 3e Ouagadougou

L'attaque de Samorogouané se déroule le 9 octobre 2015 pendant l'insurrection djihadiste au Burkina Faso.

## Déroulement
Le 9 octobre 2015, vers quatre heures du matin, un groupe d'une cinquantaine d'hommes armés attaquent la brigade de gendarmerie de Samorogouan, près de la frontière avec le Mali. La veille, les assaillants s'en étaient pris à des bâtiments publics, avaient été repoussés lors d'un premier accrochage avec les gendarmes, qui s'étaient emparés de sept motos. Cependant, les djihadistes reviennent la nuit suivante et engagent le feu avec des armes lourdes. Deux gendarmes sont tués dans le camp. Les djihadistes battent ensuite en retraite, mais lors de leur fuite, ils croisent deux autres gendarmes. L'un d'entre-eux est tué, l'autre est fait prisonnier,.

## Pertes
Selon le ministère de la Défense, le bilan est de trois morts du côté des gendarmes, tandis qu'un des assaillants a été tué. Un civil est également « égorgé ». L'attaque n'est pas revendiquée, mais elle est rapidement attribuée aux djihadistes. Elle aurait été menée par une unité d'Ansar Dine, commandée par Boubacar Sawadogo. Ce dernier aurait reçu des armes et de grenades de la part de Yacouba Touré, commandant en second de la katiba « Khaled Ibn al-Walid », également appelée « Ansar Dine Sud ». Le Burkina Faso avait connu un premier accrochage à la brigade gendarmerie d'Oursi, au cours duquel un gendarme et sa fille avaient été blessés.